# Codone
Il codone (in inglese codon), o tripletta di nucleotidi, o semplicemente tripletta, viene definito come una sequenza specifica di tre nucleotidi lungo l'mRNA che codifica l'informazione per l'inserimento di uno specifico amminoacido durante la sintesi proteica o per la fine della stessa

## Storia
Il codone è alla base del codice genetico. La scoperta che le triplette fossero le unità codificanti alla base del codice genetico appartiene principalmente a Francis Crick e Sydney Brenner.
Prima dei loro esperimenti si sapeva che il DNA era formato da quattro tipi diversi di nucleotidi, che da soli non erano sufficienti per codificare i venti diversi tipi di amminoacidi e che dovevano quindi essere uniti in sequenze diverse, come lettere per formare parole.

## Caratteristiche
Il codice genetico è costituito da triplette, il minimo sufficiente a coprire il set di amminoacidi. Se ci fossero state sequenze di due nucleotidi infatti non sarebbero state sufficienti, perché quattro nucleotidi presi due alla volta avrebbero originato {\displaystyle 4^{2}} combinazioni, cioè sedici; il codice triplo invece origina {\displaystyle 4^{3}} combinazioni, cioè sessantaquattro, che sono più che sufficienti per codificare tutti gli amminoacidi; infatti, alcuni amminoacidi possono essere codificati da più di un codone. Questa ridondanza è definita come "degenerazione del codice".
Vi sono infine tre codoni, detti codoni di stop, ai quali non corrisponde nessun amminoacido e che determinano la cessazione della sintesi proteica.
La tabella sottostante riporta i sessantaquattro codoni e gli amminoacidi corrispondenti ad ognuno di essi.
| Prima base | Seconda base | Seconda base         | Seconda base | Seconda base     | Seconda base | Seconda base             | Seconda base | Seconda base       | Terza base |
| Prima base | U            | U                    | C            | C                | A            | A                        | G            | G                  | Terza base |
| ---------- | ------------ | -------------------- | ------------ | ---------------- | ------------ | ------------------------ | ------------ | ------------------ | ---------- |
| U          | UUU          | (Phe/F) Fenilalanina | UCU          | (Ser/S) Serina   | UAU          | (Tyr/Y) Tirosina         | UGU          | (Cys/C) Cisteina   | U          |
| U          | UUC          | (Phe/F) Fenilalanina | UCC          | (Ser/S) Serina   | UAC          | (Tyr/Y) Tirosina         | UGC          | (Cys/C) Cisteina   | C          |
| U          | UUA          | (Leu/L) Leucina      | UCA          | (Ser/S) Serina   | UAA          | Stop "Ocra"              | UGA          | Stop "Opale"       | A          |
| U          | UUG          | (Leu/L) Leucina      | UCG          | (Ser/S) Serina   | UAG          | Stop "Ambra"             | UGG          | (Trp/W) Triptofano | G          |
| C          | CUU          | (Leu/L) Leucina      | CCU          | (Pro/P) Prolina  | CAU          | (His/H) Istidina         | CGU          | (Arg/R) Arginina   | U          |
| C          | CUC          | (Leu/L) Leucina      | CCC          | (Pro/P) Prolina  | CAC          | (His/H) Istidina         | CGC          | (Arg/R) Arginina   | C          |
| C          | CUA          | (Leu/L) Leucina      | CCA          | (Pro/P) Prolina  | CAA          | (Gln/Q) Glutammina       | CGA          | (Arg/R) Arginina   | A          |
| C          | CUG          | (Leu/L) Leucina      | CCG          | (Pro/P) Prolina  | CAG          | (Gln/Q) Glutammina       | CGG          | (Arg/R) Arginina   | G          |
| A          | AUU          | (Ile/I) Isoleucina   | ACU          | (Thr/T) Treonina | AAU          | (Asn/N) Asparagina       | AGU          | (Ser/S) Serina     | U          |
| A          | AUC          | (Ile/I) Isoleucina   | ACC          | (Thr/T) Treonina | AAC          | (Asn/N) Asparagina       | AGC          | (Ser/S) Serina     | C          |
| A          | AUA          | (Ile/I) Isoleucina   | ACA          | (Thr/T) Treonina | AAA          | (Lys/K) Lisina           | AGA          | (Arg/R) Arginina   | A          |
| A          | AUG          | (Met/M) Metionina    | ACG          | (Thr/T) Treonina | AAG          | (Lys/K) Lisina           | AGG          | (Arg/R) Arginina   | G          |
| G          | GUU          | (Val/V) Valina       | GCU          | (Ala/A) Alanina  | GAU          | (Asp/D) Acido aspartico  | GGU          | (Gly/G) Glicina    | U          |
| G          | GUC          | (Val/V) Valina       | GCC          | (Ala/A) Alanina  | GAC          | (Asp/D) Acido aspartico  | GGC          | (Gly/G) Glicina    | C          |
| G          | GUA          | (Val/V) Valina       | GCA          | (Ala/A) Alanina  | GAA          | (Glu/E) Acido glutammico | GGA          | (Gly/G) Glicina    | A          |
| G          | GUG          | (Val/V) Valina       | GCG          | (Ala/A) Alanina  | GAG          | (Glu/E) Acido glutammico | GGG          | (Gly/G) Glicina    | G          |

| apolare | polare | basico | acido | codone di stop |

Il codice genetico non è uguale per tutti: infatti sono state riportate variazioni a livello di alcuni batteri. Diversità nel codice genetico sono state riscontrate anche a livello dei mitocondri.

## Mutazioniframeshift
Le evidenze genetiche di questo ragionamento puramente matematico vennero successivamente con gli esperimenti di Crick e Brenner che nel 1961 studiarono gli effetti della proflavina (un mutageno) sul batteriofago T4.
La proflavina produce mutazioni a livello del DNA, causando la delezione o l'addizione di una singola coppia di basi, che si ripercuotono sull'RNA sfasando le triplette.
Come si nota nell'immagine la sola aggiunta (o rimozione) di una lettera causa il cambiamento del messaggio dall'inserzione (o delezione) in avanti quindi un modificazione del quadro di lettura dell'intero RNA. Queste sono appunto dette «mutazioni da scivolamento (frameshift)».
Quando Crick e Brenner fecero esperimenti con mutanti del T4 ottennero risultati simili a quelli dell'esempio nell'immagine.
Alcuni mutanti avevano un fenotipo prossimo al wild type ed erano proprio quei mutanti che esibivano un quadro di mutazioni più o meno localizzate in siti abbastanza vicini.
Inoltre il fenotipo pseudo wild type si ripresentava anche quando la mutazione era tripla e dello stesso tipo (+/+/+ oppure -/-/-) e mai con altre mutazioni.
In altre parole il messaggio si conservava con minime variazioni solo se l'aggiunta (o delezione) di coppie di basi era di 3 e mai di 1 o di 2.
Da qui la deduzione che il DNA dovesse essere letto a gruppi di tre nucleotidi a partire da uno specifico punto di inizio, per permettere la corretta "cornice di lettura", e traducendo ognuna di tali triplette nell'opportuno amminoacido.